# La maledizione di Yig
La maledizione di Yig (The Curse of Yig) è un racconto horror dello scrittore statunitense Howard Phillips Lovecraft basato sulla trama fornitagli da Zealia Brown Bishop. 
Scritto nel 1928, il racconto fu pubblicato per la prima volta nel novembre del 1929 sulla rivista Weird Tales.

## Trama
La storia è basata sulla leggenda del dio Yig (un'invenzione dell'autore), padre dei serpenti, venerato e temuto dalle tribù indiane dell'Oklahoma. Secondo le credenze dei nativi, chiunque faccia del male a un serpente viene colpito dalla maledizione del dio e si tramuta in un uomo-rettile. Due coloni provenienti dall'Arkansas, Walker Davies e sua moglie Audrey, diverranno la testimonianza vivente che nella leggenda si cela un tragico fondo di verità.